# Fifth Third Bank Tennis Championships 2001
Il Fifth Third Bank Tennis Championships 2001 è stato un torneo di tennis facente parte della categoria ATP Challenger Series nell'ambito dell'ATP Challenger Series 2001. Il torneo si è giocato a Lexington negli Stati Uniti dal 30 luglio al 5 agosto 2001 su campi in cemento.

## Vincitori

### Singolare
Paul Goldstein ha battuto in finale  Jack Brasington con il punteggio di 1–6, 6–2, 6–3.

### Doppio
John-Laffnie de Jager /  Robbie Koenig hanno battuto in finale  Paul Kilderry /  Jack Waite con il punteggio di 7–6(1), 7–5.